# Еммануель Муньє
Еммануе́ль Муньє́ (фр. Emmanuel Mounier; 1 квітня 1905, Гренобль — 22 березня 1950, Шатене-Малабрі) — французький філософ-персоналіст.

## Біографія
Власні філософські погляди почав розвивати, будучи членом гуртка християн-нонконформістів, де ознайомився з філософією Жака Марітена, засновника неотомізму. Перебував під впливом ідей Папи Лева XIII. Крах Волл-стріт 1929 року та Велика депресія сильно вплинули на Муньє, сформувавши його негативне ставлення до капіталізму.
У 1932 році покинув викладацьку діяльність і заснував літературний журнал для інтелектуалів Франції «Esprit» («Дух»). У його першому номері опублікував маніфест персоналізму, де виклав свої основні ідеї. У 1930-і виступав проти нацизму, в 1936 опублікував «Маніфест на підтримку персоналізму». Після окупації Франції Німеччиною у Другій світовій війні продовжував видавати «Esprit» до кінця 1941 року, підтримував рух опору загарбникам. У 1942 був заарештований, але виправданий, після чого до кінця війни не здійснював публічної діяльності.
Після війни продовжив видавництво журналу, зібрав навколо себе багато членів опору та філософів, зокрема Етьєна Борна, Жана Лакруа, Поля Рікера. Під час «Холодної війни» сприяв порозумінню між прибічниками протиборчих ідеологій. Прихильно ставився до комуністів, але критикував комуністичні режими Східної Європи.

## Основні ідеї
Еммануель Муньє стверджував, що людина перебуває у кризі через утвердження капіталізму і буржуазного стилю життя. Муньє критикував капіталістичне виробництво, що перетворило індивіда на несвідому істоту, індивідуальність якої ігнорується, а цінується лише результат її праці. Філософ ставив собі за мету оновити концепцію людини шляхом поєднання християнських антропологічних ідей з ідеями екзистенціалізму та марксизму. На його думку, праця і спілкування виділяють людину зі світу, з їх допомогою людина надає світові сенсу. Звеличуючи земне життя, філософ заперечив протистояння града Божого та града земного, стверджуючи їх тісне взаємопроникнення, реалізацію божественних цінностей вже на землі. Істинним покликанням людини Муньє вбачав досягнення взаєморозуміння між людьми в пошуках істини та самовдосконалення.
Мислитель стверджував, що праця для людини має бути перш за все творчістю, в якій людина стверджує себе у позбавленому самостійного сенсу світі, що супроводжується радістю. Муньє високо оцінював психоаналіз, але не погоджувався з його твердженнями щодо виникнення моралі, мистецтва й релігії внаслідок підсвідомих тваринних потягів. Натомість він обстоював твердження, що несвідоме дозволяє людині спілкуватися з вищою реальністю.

## Основні праці
- Думки Шарля Пеґі (фр. La pensée de Charles Péguy, 1931)
- Революція особистості та спільноти (фр. Révolution personnaliste et communautaire, 1934)
- Від власності капіталістичної до власності людської (фр. De la propriété capitaliste à la propriété humaine), 1936
- Маніфест на підтримку персоналізму (фр. Manifeste au service du personnalisme, 1936)
- Пацифісти або белліцисти (фр. Pacifistes ou Bellicistes, 1939)
- Християнське протистояння (фр. L'affrontement chrétien, Neuchâtel, 1944)
- Монталамбер (Вибрані твори) (фр. Montalembert (Morceaux choisis), 1945)
- Свобода крізь умови (фр. Liberté sous conditions, 1946)
- Договір про характер (фр. Traité du caractère, 1946)
- Вступ до екзистенціалізму (фр. Introduction aux existentialismes, 1946)
- Що таке персоналізм? (фр. Qu'est-ce que le personnalisme ?, 1947)
- Пробудження Чорної Африки (фр. L'éveil de l'Afrique noire, 1948)
- Маленький страх XX століття (фр. La Petite Peur du XXe siècle, 1948)
- Полум'я християнства (фр. Feu la Chrétienté, 1950)
- Важка впевненість (фр. Les certitudes difficiles, 1951, посмертно)
- Муньє і його покоління. Листи, блокноти і неопубліковане (фр. Mounier et sa génération. Lettres, carnets et inédits, 1956, посмертно)